# D'Andre Bishop
D'Andre Bishop (Pares, 2 ottobre 2002) è un calciatore antiguo-barbudano, attaccante dell'All Saints United e della nazionale antiguo-barbudana.

## Carriera

### Club
Dopo aver giocato nel Villa Lions nella Premier Division di Antigua e Barbuda, nel 2019 passa all'Ottos Rangers.

### Nazionale
Esordisce nella nazionale di calcio di Antigua e Barbuda under-17 nelle qualificazione al Campionato nordamericano di calcio Under-17 2019, segnando nella vittoria per 7-0 contro Dominica. La sua nazionale arrivando seconda nel girone, non si è qualificata alla fase finale.
Nel 2019 ha ricevuto la convocazione con la nazionale antiguo-barbudana per giocare la CONCACAF Nations League 2019-2020 - Lega B, esordendo il 6 settembre nella sconfitta per 6-0 contro la Giamaica. 3 giorni dopo, giocando titolare ha segnato il primo gol contro Aruba. Il 24 marzo 2021 ha segnato la terza rete in nazionale nelle qualificazioni ai Mondiali 2022 nel pareggio 2-2 contro Montserrat.

## Statistiche

### Cronologia reti in nazionale
| Cronologia completa delle presenze e delle reti in nazionale ― Antigua e Barbuda | Cronologia completa delle presenze e delle reti in nazionale ― Antigua e Barbuda | Cronologia completa delle presenze e delle reti in nazionale ― Antigua e Barbuda | Cronologia completa delle presenze e delle reti in nazionale ― Antigua e Barbuda | Cronologia completa delle presenze e delle reti in nazionale ― Antigua e Barbuda | Cronologia completa delle presenze e delle reti in nazionale ― Antigua e Barbuda | Cronologia completa delle presenze e delle reti in nazionale ― Antigua e Barbuda | Cronologia completa delle presenze e delle reti in nazionale ― Antigua e Barbuda |
| Data                                                                             | Città                                                                            | In casa                                                                          | Risultato                                                                        | Ospiti                                                                           | Competizione                                                                     | Reti                                                                             | Note                                                                             |
| -------------------------------------------------------------------------------- | -------------------------------------------------------------------------------- | -------------------------------------------------------------------------------- | -------------------------------------------------------------------------------- | -------------------------------------------------------------------------------- | -------------------------------------------------------------------------------- | -------------------------------------------------------------------------------- | -------------------------------------------------------------------------------- |
| 06-09-2019                                                                       | Montego Bay                                                                      | Giamaica                                                                         | 6 – 0                                                                            | Antigua e Barbuda                                                                | CONCACAF Nations League 2019-2020 - 1º turno                                     | -                                                                                | 58’                                                                              |
| 09-09-2019                                                                       | Piggotts                                                                         | Antigua e Barbuda                                                                | 2 – 1                                                                            | Aruba                                                                            | CONCACAF Nations League 2019-2020 - 1º turno                                     | 1                                                                                | 63’                                                                              |
| 11-10-2019                                                                       | Saint John's                                                                     | Antigua e Barbuda                                                                | 2 – 1                                                                            | Guyana                                                                           | CONCACAF Nations League 2019-2020 - 1º turno                                     | -                                                                                | 88’ 76’                                                                          |
| 14-10-2019                                                                       | Lenora                                                                           | Guyana                                                                           | 5 – 1                                                                            | Antigua e Barbuda                                                                | CONCACAF Nations League 2019-2020 - 1º turno                                     | -                                                                                | 68’                                                                              |
| 15-11-2019                                                                       | Saint John's                                                                     | Antigua e Barbuda                                                                | 0 – 2                                                                            | Giamaica                                                                         | CONCACAF Nations League 2019-2020 - 1º turno                                     | -                                                                                |                                                                                  |
| 18-11-2019                                                                       | Willemstad                                                                       | Aruba                                                                            | 2 – 3                                                                            | Antigua e Barbuda                                                                | CONCACAF Nations League 2019-2020 - 1º turno                                     | -                                                                                | 58’ 82’                                                                          |
| 21-11-2019                                                                       | Coatepeque                                                                       | Guatemala                                                                        | 8 – 0                                                                            | Antigua e Barbuda                                                                | Amichevole                                                                       | -                                                                                | 53’                                                                              |
| 24-03-2021                                                                       | Willemstad                                                                       | Antigua e Barbuda                                                                | 2 – 2                                                                            | Montserrat                                                                       | Qual. Mondiali 2022                                                              | 1                                                                                |                                                                                  |
| 27-03-2021                                                                       | Saint Thomas                                                                     | Isole Vergini Americane                                                          | 0 – 3                                                                            | Antigua e Barbuda                                                                | Qual. Mondiali 2022                                                              | -                                                                                | 87’                                                                              |
| 4-6-2021                                                                         | Saint John's                                                                     | Antigua e Barbuda                                                                | 1 – 0                                                                            | Grenada                                                                          | Qual. Mondiali 2022                                                              | -                                                                                | 64’                                                                              |
| 8-6-2021                                                                         | San Salvador                                                                     | El Salvador                                                                      | 3 – 0                                                                            | Antigua e Barbuda                                                                | Qual. Mondiali 2022                                                              | -                                                                                | 63’                                                                              |
| 2-6-2022                                                                         | Gros Islet                                                                       | Barbados                                                                         | 0 – 1                                                                            | Antigua e Barbuda                                                                | CONCACAF Nations League 2022-2023 - 1º turno                                     | -                                                                                |                                                                                  |
| 5-6-2022                                                                         | Basseterre                                                                       | Antigua e Barbuda                                                                | 1 – 0                                                                            | Guadalupa                                                                        | CONCACAF Nations League 2022-2023 - 1º turno                                     | -                                                                                | 43’ 68’                                                                          |
| 9-6-2022                                                                         | Basseterre                                                                       | Antigua e Barbuda                                                                | 0 – 2                                                                            | Cuba                                                                             | CONCACAF Nations League 2022-2023 - 1º turno                                     | -                                                                                | 63’                                                                              |
| 12-6-2022                                                                        | Santiago de Cuba                                                                 | Cuba                                                                             | 3 – 1                                                                            | Antigua e Barbuda                                                                | CONCACAF Nations League 2022-2023 - 1º turno                                     | 1                                                                                | 70’                                                                              |
| 23-3-2023                                                                        | Les Abymes                                                                       | Guadalupa                                                                        | 0 – 1                                                                            | Antigua e Barbuda                                                                | CONCACAF Nations League 2022-2023 - 1º turno                                     | -                                                                                | 60’                                                                              |
| Totale                                                                           |                                                                                  | Presenze                                                                         | 16                                                                               |                                                                                  | Reti                                                                             | 3                                                                                |                                                                                  |